# 城郊街道 (宁乡市)
城郊街道是中国湖南省宁乡市下辖街道办事处，位于宁乡市境中北部、县城以北。辖境西北与菁华铺乡接壤，东北与双江口镇相连，东南与历经铺街道为界，南面与玉潭街道毗邻。辖域总面积22.8平方千米，总人口5万人。

## 区划
截止2016年，城郊街道辖14个村1一个社区，沩社区、金星村、茆田村、塘湾村、合安村、罗宦村、关心村、石泉村、木佳村、许家垅村、钥匙村、蔸子潭村、沩丰坝村、茶亭寺村和石头坑村。

## 交通
国道319穿过城郊街道，可以到益阳市。
金洲大道可以往东方到长沙市岳麓区。
G5513长张高速公路穿过城郊街道。